# École d'Art littéraire de Vantaa
L'école d'Art littéraire de Vantaa (en finnois : Vantaan sanataidekoulu) est une école située dans le quartier de Tikkurila à Vantaa en Finlande.

## Présentation
Fondée en 1994, l'école privée, dispense un enseignement artistique fondamental de littérature. 
Vantaa Sanataideskoulu a été fondée par Aulikki Rundgren, qui a été recteur de l'école jusqu'en août 2016. 
D'août 2016 à janvier 2019, l'écrivain et dramaturge Siri Kolu en a été la rectrice,.
Depuis février 2019, Tiina Åhlgren est la rectrice de l'école.
Les principales installations du Sanatideskoulu sont situées à Tikkurila.
Sanataideskoulu enseigne les fondements de la littérature à Vantaa depuis 1994 et depuis 2018 à Espoo.
L'école enseigne à tout âge, des bébés aux centenaires.
La majeure partie du financement vient du gouvernement, des villes de Vantaa et d'Espoo et des frais de scolarité.L'enseignement suit le programme approuvé par les villes, qui a été élaboré sur la base des critères donnés par l'agence nationale de l'éducation.

## Activités
Vantaa Sanataidekoulu gère également 7 clubs de l'après-midi dans les écoles primaires (Martinlaakso, Tammisto, Veromäki, Pakkala, Pähkinärinne et Toteemi) qui proposent un enseignement de l'art littéraire dans le cadre des activités proposées.
Une partie importante du fonctionnement de l'école consiste en des ateliers d'art littéraire pour les garderies, les écoles maternelles, les écoles primaires et les collèges de Vantaa et d'Espoo.
Chaque printemps, Vantaa sanataidekoulu publie une anthologie écrite par les étudiants.
Les livres sont la base de l'enseignement. L'art littéraire est un passe-temps passionnant et créatif. Les enfants découvriront le monde de la littérature en lisant et en inventant des histoires, en illustrant, en jouant et en jouant leurs propres créations. 
L'expression de soi de chaque enfant est encouragée sur une base individuelle.

## Prix et récompenses
En reconnaissance de son travail méritoire, Vantaa Sanataidekoulu a reçu le Prix culturel de Vantaa (fi) en 2014,,.